# 绿地控股

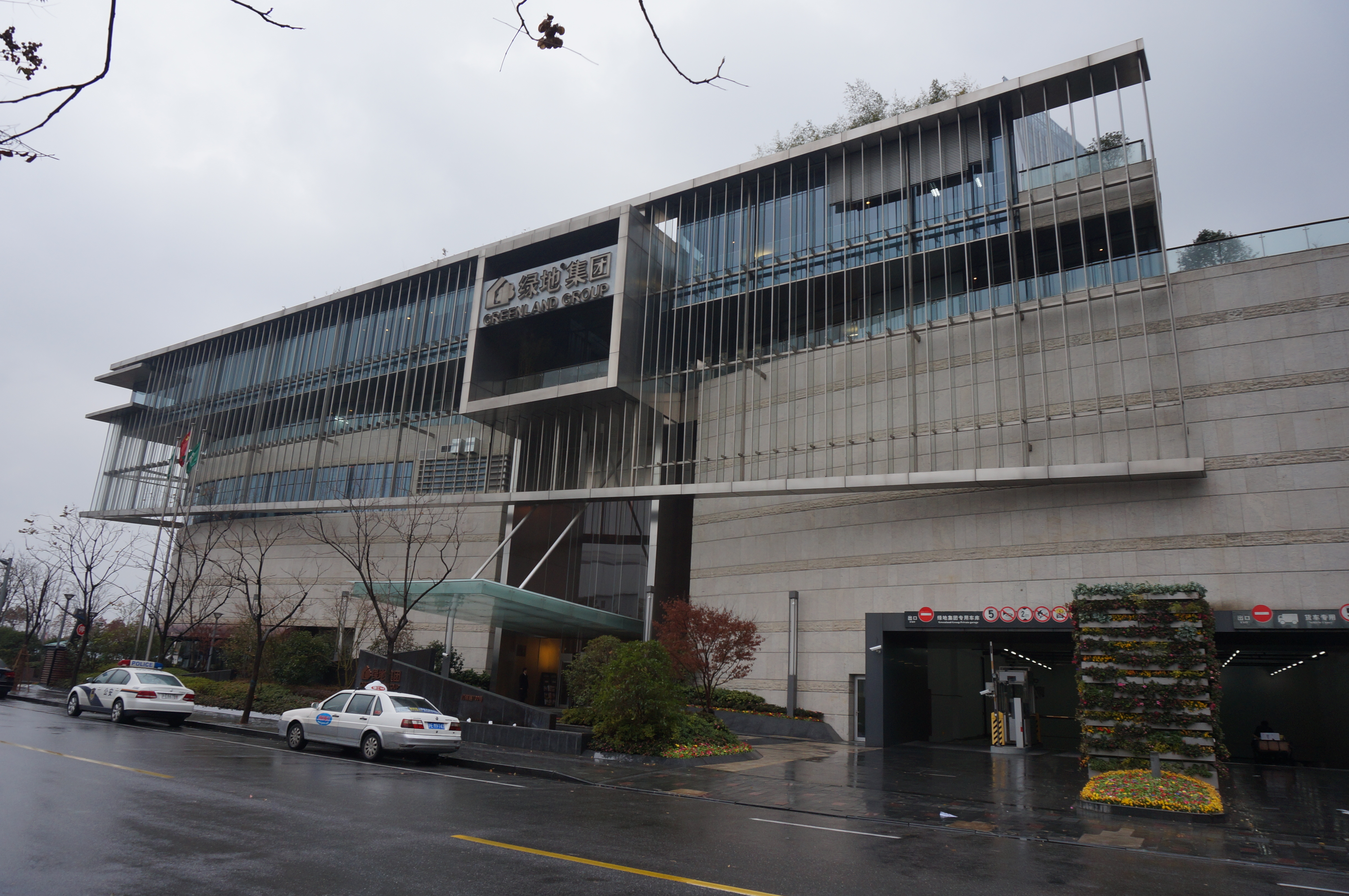
绿地集团位于上海的总部

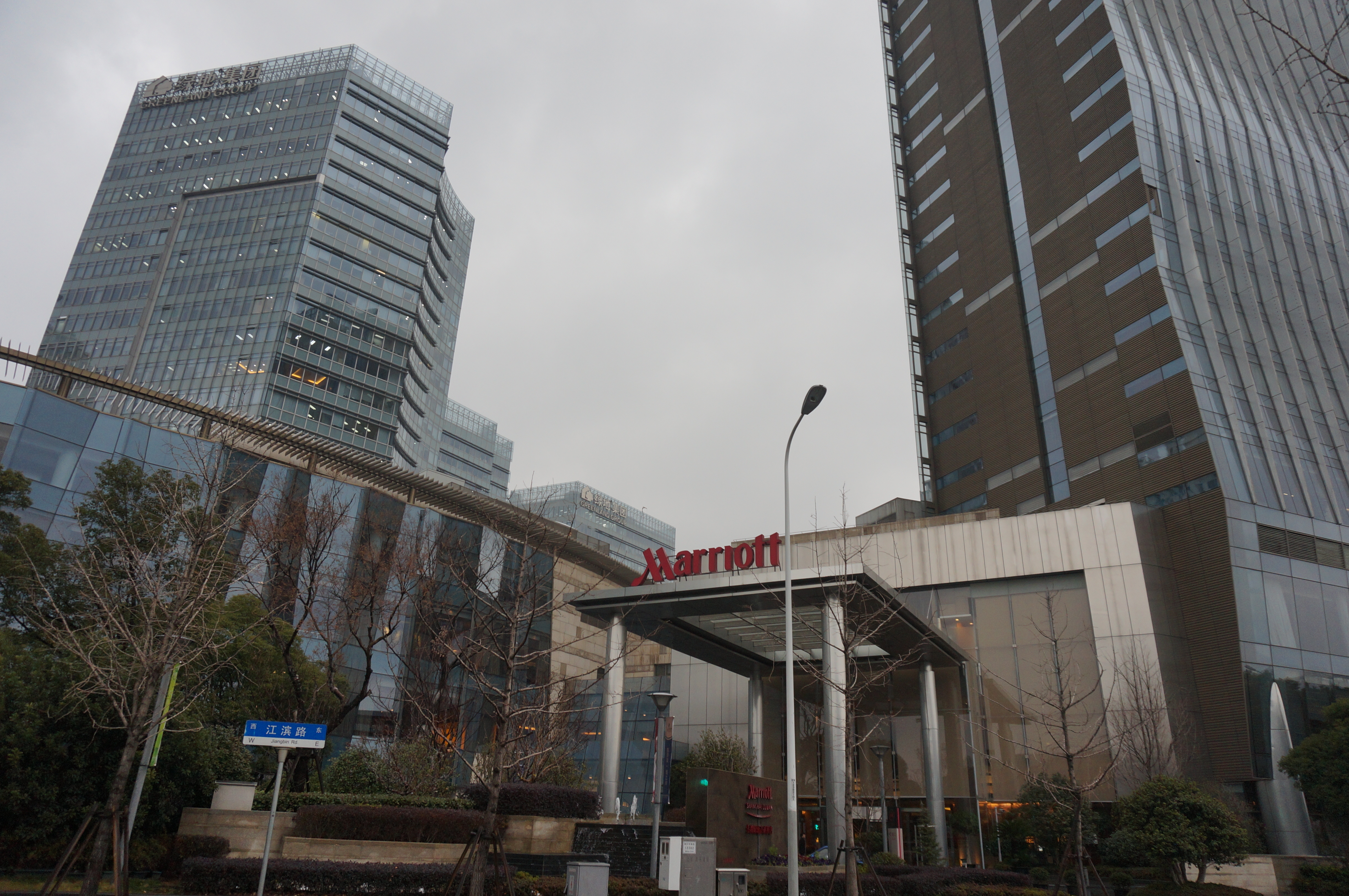
绿地集团总部位于的上海绿地滨江CBD地产板块

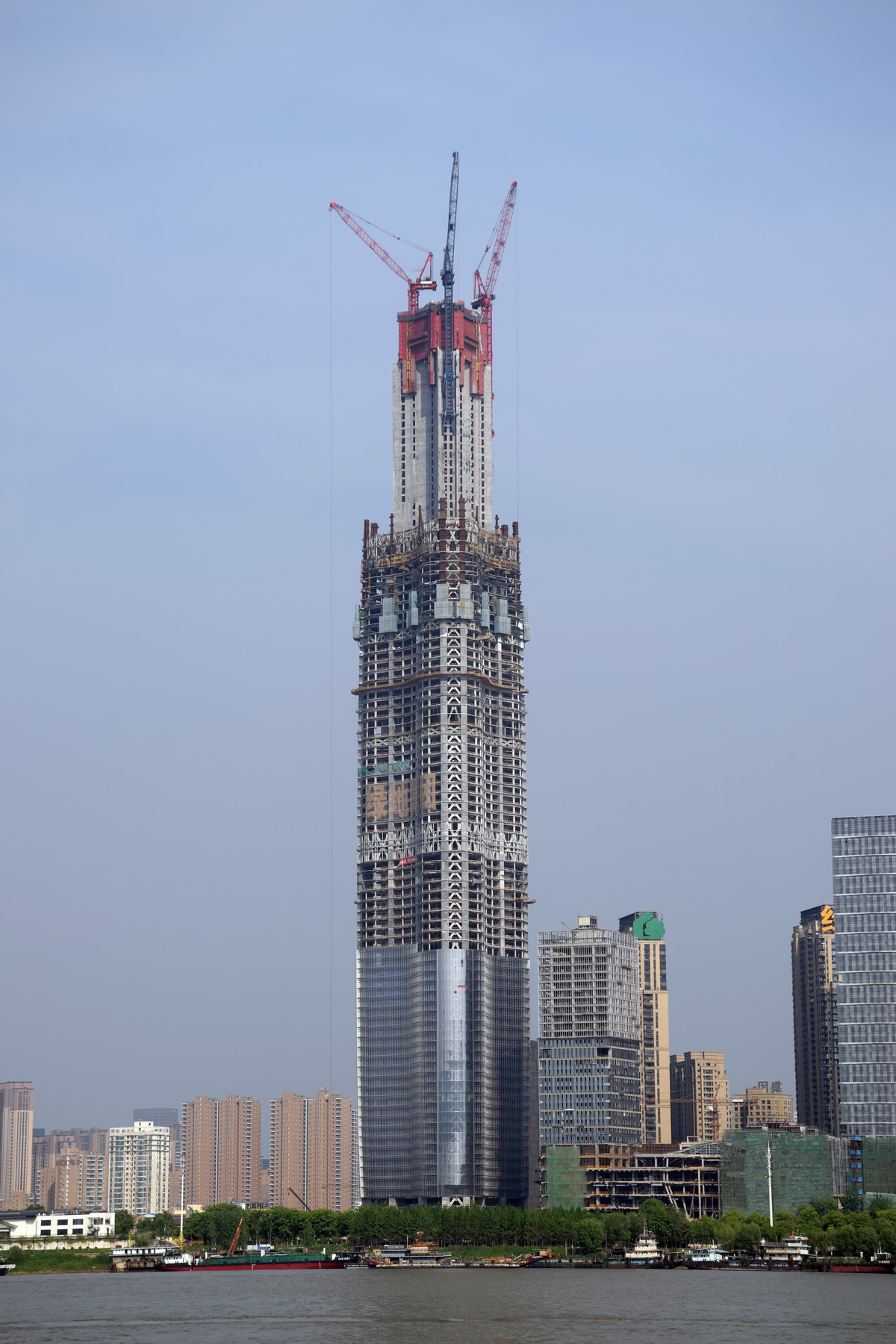
在建中的武汉绿地中心

綠地控股集團有限公司（英語：Greenland Holdings Corporation Limited），簡稱綠地控股集團、綠地控股或者綠地集团，是一家总部设立在中國上海的国有控股跨国企业集团，業務为房地產、能源、金融及酒店等投資。2013年，绿地集团在中国企业500强中位列第55位，并在财富世界500强中以营业额317.39亿美元排名第359位。
绿地控股集团的母公司为绿地控股集团股份有限公司（上交所：600606，简称：绿地控股），根据2020年绿地控股集团股份有限公司年报，代表綠地職工的员工持股会“上海格林兰投资企业（有限合伙）”持有其29.13%权益，而绿地集团的原母公司上海地产（集团）有限公司及上海市属城投企业上海城投（集团）有限公司分别持有25.82%和20.55%的股份。
截止2013年三季度末，綠地集團實現營業收入1746.25億元、淨利潤81.29億元。按此計算，增資擴股後，綠地集團的每股營收約為16.84元/股、每股收益0.78元/股。
2023年报道，绿地集团成了国内首家爆雷的地产国企，负债万亿。
2024年1月30日晚间，绿地控股爆出业绩巨亏70-90亿元。业绩暴雷，偿债压力凸显。

## 发展历程
- 1992年，由上海市人民政府設立绿地集团，當時名為「绿地开发总公司」。
- 2011年绿地集团投资的高606米武汉绿地中心开工，建成后将可能成为中国第二，世界第三高楼。
- 2013年5月12日，绿地法兰克福铂骊酒店正式挂牌营业，绿地集团旗下的绿地国际酒店管理集团也成为了首个落户德国发展的中国酒店集团[5]。
- 2013年5月，公司旗下「格隆希瑪國際有限公司」以1.90港元收購盛高置地（控股）有限公司股權，總代價為2,996,000,000港元。這個事項包括發行新股和合併股份，以每股合併股份為現金1.275港元，代價為1,340,000,000港元。在股東特別大會上通過後，更名為「綠地香港控股有限公司」[6]。
- 2013年10月10日綠地控股集團同意，向美國建築商Forest City Ratner Cos.收購紐約布魯克林區Atlantic Yards地段一項15幢公寓大樓建築項目的七成股權，預計連同負債在內將耗資近40億美元（折合約312億港元），將刷新中國公司在美國直接投資商業地產交易的紀錄。（此處還包括巴克萊中心體育館）
- 2013年11月28日綠地集團增資擴股項目在上海聯合產權交易所正式掛牌，集團擬增發21億股，折合5.62元股，募資規模將不低於118.02億元（人民幣，下同）。集團並承諾，5年內將完成公司整體股份制改造上市工作。
- 2014年1月8日，绿地集团与Delancey旗下的Minerva有限公司签署协议，收购了其位于伦敦旺兹沃思区、总投资规模为6亿英镑的Ram啤酒厂开发项目[7]。该项目总占地面积超过3万平方米，规划建筑面积近9万平方米，将开发高层公寓、保障性住房、商业设施三方面的住宅社区。整体开发将分三期进行。此收购是绿地在英国的首次收购[7]。
- 2014年2月，绿地集团北美的第一个项目——洛杉矶绿地中心正式开建，该项目总投资达10亿美元，位于洛杉矶市中心旧金山街与第八大街之间。项目占地面积2.56万平方米，规划建筑面积15.32万平方米，将包括三栋中高端公寓、一栋酒店以及配套商业[8]。
- 2015年7月3日金豐投資(600606.SH)向綠地集團所有股東增發股份116.5億股，發行價格：5.54元/股，使公司總股本增至121.68億股，這意味著綠地集團整體借殼上市計劃完成，重組後的金豐投資成為市值最大的中資房地產上市公司，增發完成後，代表綠地職工持股的上海格林蘭投資企業持股達28.79%，為第一大股東；上海城投集團和上海地產集團分別持股20.55%和18.2%，名列第二和第三大股東；上海中星集團持股7.62%，名列第五大股東。該四家機構的持股限售期為三年。
- 2022年5月27日，绿地宣布2022年6月25到期的5亿美元、票息6.75%的债券无法按期兑付。绿地暴雷了。[9]
- 自2023年8月4日以来，绿地控股股价一路下滑，最近半年累计跌幅38%。截至2024年1月31日收盘，公司股价大跌7.05%，报2.11元/股。[4]

## 主营业务
绿地集团目前经营多种业务，其中以房地產、能源、金融、酒店、建设以及汽车服务为主。绿地房地产开发项目遍及中国的上海、北京、天津、重庆等25个省市自治区的70座城市以及韩国、澳大利亚、德国和俄罗斯。项目按超高层、城市综合体和住宅三种功能性产品分类，其中截止至2013年12月，建成和在建超高层城市地标建筑已达17幢，例如高606米的武汉绿地中心和高518米的大连绿地中心。
绿地能源是绿地集团的第二支柱产业，在内蒙古、山西拥有多座煤矿，资源总储量达7亿吨。集团还在上海外高桥拥有大型石油仓储基地和码头，并与中煤能源集團共建千万吨级煤炭分销储备基地。绿地集团的金融业务由绿地金融投资控股集团管理，已经入股了辽宁盘锦银行、上海农村商业银行、锦州银行、东方证券等多家金融机构，并发起成立了中国注册资本额最大的小额贷款公司。
绿地集团的酒店业务由绿地国际酒店管理集团管理，是国内主要的酒店物业持有商和管理运营商之一。集团与洲际酒店、万豪酒店、喜达屋等多家酒店管理集团合作，在上海、北京、南京等全国18个省市的35个城市建有酒店，如上海绿地万豪酒店及南京绿地洲际酒店等。同时，绿地集团与西班牙美利亚酒店集团也在中、欧多地自有资产高星级酒店经营权置换上拥有合作。此外，绿地集团也拥有自有酒店品牌“铂瑞”和“铂骊”，前者为奢华酒店品牌，后者为商务品牌。
绿地建设集团与绿地汽车都是上海该产业主要的企业之一。绿地建设参与了上海世博会场馆的工程建设、都江堰市灾后重建任务后、上海江桥保障性住房等多项工程，而绿地汽车拥有宝马、凯迪拉克、上海大众、沃尔沃和奔驰等多个品牌逾40家4S店。

## 子公司
- 上海绿地建设（集团）有限公司[14]
- 绿地全球商品直销中心G-Super

## 关联公司
- 绿地香港

## 开发项目

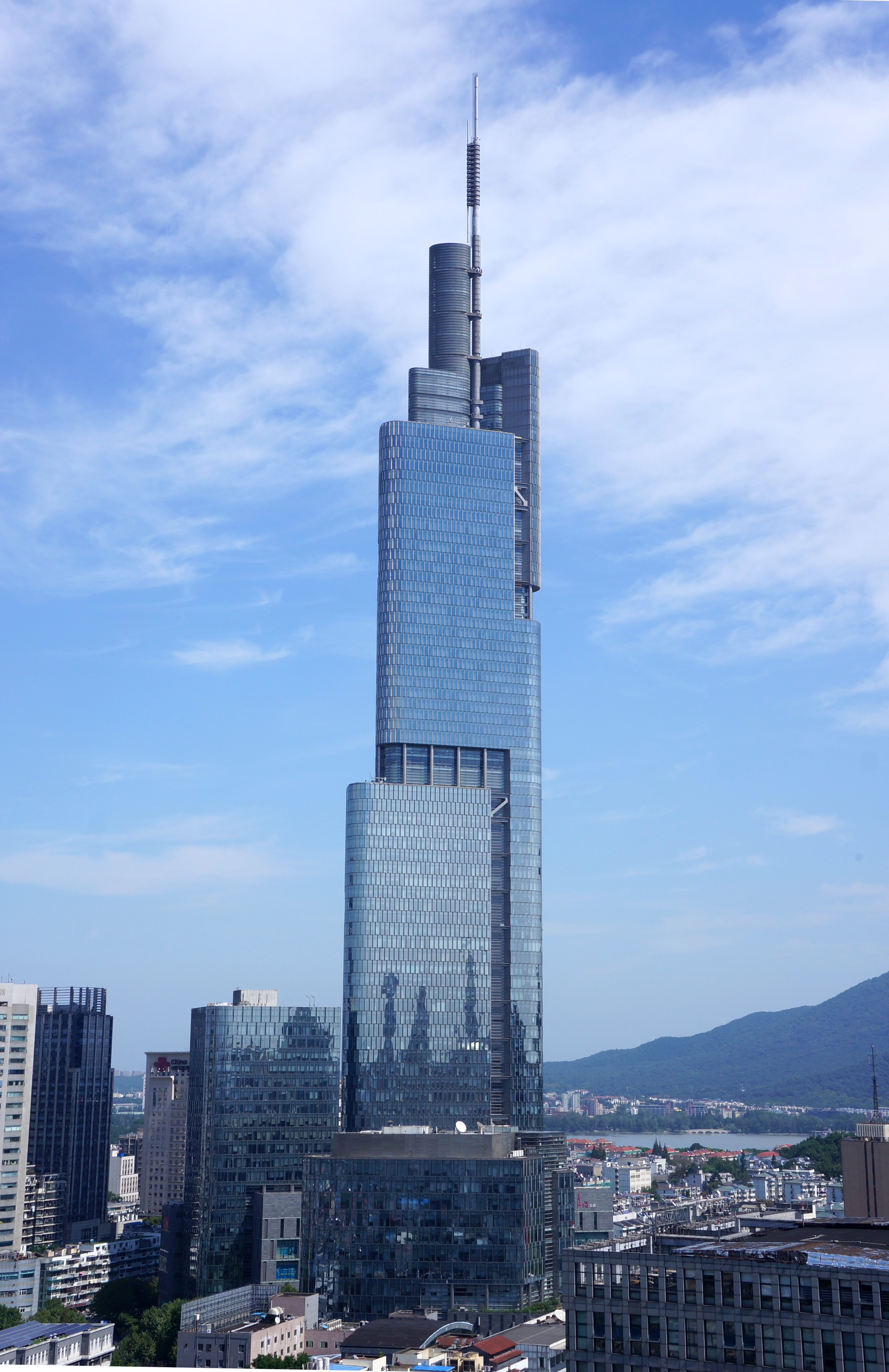
南京紫峰大厦

- 武汉绿地中心
- 大连绿地中心
- 成都绿地中心
- 南京绿地中心
- 苏州绿地中心
- 郑州绿地中心
- 北京绿地中心
- 南昌绿地中心
- 西安绿地中心
- 济南绿地中心
- 上海绿地中心
- 悉尼綠地中心
- 洛杉磯綠地中心
- 綠地漢拿山小鎮
- 绿地山东国金中心